# Oeiras Challenger II 2022
L'Oeiras Challenger II 2022 è stato un torneo maschile di tennis professionistico. È stata la 6ª edizione del torneo, facente parte della categoria Challenger 80 nell'ambito dell'ATP Challenger Tour 2022. Si è svolto dal 4 al 10 aprile 2022 sui campi in terra rossa di Oeiras, in Portogallo.

## Partecipanti

### Teste di serie
| Nazionalità | Giocatore             | Ranking* | Testa di serie |
| ----------- | --------------------- | -------- | -------------- |
| Brasile     | Thiago Monteiro       | 116      | 1              |
| Rep. Ceca   | Zdeněk Kolář          | 137      | 2              |
| Portogallo  | Nuno Borges           | 150      | 3              |
| Australia   | Christopher O'Connell | 153      | 4              |
| Italia      | Alessandro Giannessi  | 174      | 5              |
| Kazakistan  | Dmitry Popko          | 175      | 6              |
| Slovacchia  | Jozef Kovalík         | 184      | 7              |
| Bulgaria    | Dimitar Kuzmanov      | 191      | 8              |

* Ranking al 21 marzo 2022.

### Altri partecipanti
I seguenti giocatori hanno ricevuto una wild card per il tabellone principale:
- Pedro Araújo
- Tiago Cação
- João Domingues

I seguenti giocatori sono passati dalle qualificazioni:
- Ergi Kırkın
- Alex Rybakov
- Fábián Marozsán
- Lucas Gerch
- Alexandar Lazarov
- Oscar Jose Gutierrez

## Campioni

### Singolare
Gastão Elias ha sconfitto in finale  Alessandro Giannessi con il punteggio di 7–6(4), 6–1.

### Doppio
Nuno Borges /  Francisco Cabral hanno sconfitto in finale  Zdeněk Kolář /  Adam Pavlásek con il punteggio di 6–4, 6–0.